# 寄島町
寄島町（よりしまちょう）は、岡山県浅口市の地名。郵便番号は714-0101（鴨方郵便局管区）。世帯数は2,016世帯、人口は5,931人（2010年（平成22年）10月1日現在）。
かつて岡山県の南西部に位置した自治体で、2006年3月21日、浅口郡鴨方町・金光町との合併により浅口市となり、町役場は浅口市役所寄島総合支所となっている。

## 地理
地内の大半が山林である。南部は瀬戸内海に面し、地名の由来となった寄島との間が干拓されている。干拓地は元々県営農業干拓として竣工したが、その後多目的利用に変更され、商工業や教育・スポーツなどの用途で利用可能となった。
- 山: 竜王山（289m）、青佐山（249m）
- 島嶼: 三郎島

## 人口
| \| 1950年（昭和25年） \| 9,954人 \| \| \| 1955年（昭和30年） \| 9,850人 \| \| \| 1960年（昭和35年） \| 9,246人 \| \| \| 1965年（昭和40年） \| 8,813人 \| \| \| 1970年（昭和45年） \| 8,560人 \| \| \| 1975年（昭和50年） \| 8,295人 \| \| \| 1980年（昭和55年） \| 7,955人 \| \| \| 1985年（昭和60年） \| 7,509人 \| \| \| 1990年（平成2年） \| 7,270人 \| \| \| 1995年（平成7年） \| 6,939人 \| \| \| 2000年（平成12年） \| 6,655人 \| \| \| 2005年（平成17年） \| 6,511人 \| \| \| 2010年（平成22年） \| 5,931人 \| \| |         |  |
| 総務省統計局 / 国勢調査 |         |  |
| 1950年（昭和25年） | 9,954人 |  |
| 1955年（昭和30年） | 9,850人 |  |
| 1960年（昭和35年） | 9,246人 |  |
| 1965年（昭和40年） | 8,813人 |  |
| 1970年（昭和45年） | 8,560人 |  |
| 1975年（昭和50年） | 8,295人 |  |
| 1980年（昭和55年） | 7,955人 |  |
| 1985年（昭和60年） | 7,509人 |  |
| 1990年（平成2年） | 7,270人 |  |
| 1995年（平成7年） | 6,939人 |  |
| 2000年（平成12年） | 6,655人 |  |
| 2005年（平成17年） | 6,511人 |  |
| 2010年（平成22年） | 5,931人 |  |

## 沿革
- 1876年（明治9年） - 東大島村・六条院西村の飛地・安倉地区が合併、寄島村となる。
- 1889年（明治22年） - 町村制施行に伴い、寄島村が発足。
- 1901年（明治34年）2月 - 町制を施行し寄島町となる。
- 1955年（昭和30年）4月1日 - 浅口郡大島村柴木地区を編入する。
- 1983年（昭和58年）3月 - 県営農業干拓が竣工。
- 2006年（平成18年）3月21日 - 浅口郡鴨方町・金光町との合併により、旧町域は浅口市寄島町となる。

## 旧・寄島町

### 行政
- 町長：岡邊正継（2004年11月26日就任 1期目〔通算3期目〕）

#### 議会
- 定数 12人
- 会派：共産党 1人

## 産業
- 主な産業：漁業、農業
- 特産品：麦わら帽、カキ、ガザミ（ワタリガニ）、穴ジャコ

## 交通
鉄道、高速道路および国道は通っていない。寄島総合支所最寄りの駅は里庄駅で、平日に限り同駅とを結ぶ路線バスが運行されている他、新倉敷駅とを結ぶ路線バス（毎日運行）も運行されている。

### 道路
- 岡山県道47号倉敷長浜笠岡線
- 岡山県道64号矢掛寄島線
- 岡山県道284号東安倉鴨方線
- 岡山県道406号寄島笠岡線

## 施設
- 浅口市役所寄島総合支所
- 寄島郵便局

教育施設等
- 浅口市立寄島学園（義務教育学校）
- 浅口市立寄島こども園
- 介護老人保険施設いるかの家リハビリテーションセンター
- ふれあい交流館「サンパレア」
- 竜南保育所

スポーツ
- 寄島東体育館
- 寄島武道場
- 三ツ山スポーツ公園
- B&G寄島海洋センター

事業所
- 山佐株式会社寄島事業所

## 名所・旧跡・観光スポット・祭事・催事
- 寄島園地
- 三ッ山（三郎島）
- 大浦神社宮入神事（神馬・奴・千歳楽・神輿・御舟など）
- アッケシソウ生育地